# Catu (tiểu vùng)
Catu là một tiểu vùng thuộc bang Bahia, Brasil. Tiều vùng này có diện tích 2753 km², dân số năm 2007 là 188721 người.